# 換質換位律
換質換位律（contraposition, transposition），又稱異質位換律、換質位法，是传统邏輯的一種結構變換推理，一般用於改變條件命題的結構。
- 換質（obversion）是指將 {\displaystyle P\to Q} 改為 {\displaystyle \neg P\to \neg Q}
- 換位（conversion）是指將 {\displaystyle P\to Q} 改為 {\displaystyle Q\to P}
- 換質換位（contraposition）是指將 {\displaystyle P\to Q} 改為 {\displaystyle \neg Q\to \neg P}

在直言命題中，換質換位律只能用於全稱肯定型（A型）和特稱否定型（O型），而不能用在全稱否定型（E型）和特稱肯定型（I型）；套用在後者是非法的換質換位（illicit contraposition），是一種形式謬誤。

## 形式說明

### 條件命題（有效）
形式

如果P就Q
因此，如果非Q就非P

範例

如果寫過論文就讀過書。
因此，如果沒讀過書就沒寫過論文。

### A型（有效）
形式

S都是P
因此，非P都是非S

範例：

寫過論文的都是讀過書的。
因此，沒讀過書的都是沒寫過論文的。

### E型（無效）
形式

S都不是P
因此，非P都不是非S

範例：

沒讀過書的都不是寫過論文的。
因此，沒寫過論文的都不是讀過書的。

### I型（無效）
形式

有些S是P
因此，有些非P是非S

範例：

有些沒寫過論文的是讀過書的。
因此，有些沒讀過書的是寫過論文的。

### O型（有效）
形式

有些S不是P
因此，有些非P不是非S

範例：

有些讀過書的不是寫過論文的。
因此，有些沒寫過論文的不是沒讀過書的。

## 外部連結
- （英文） Logical Fallacy: Illicit Contraposition （页面存档备份，存于）